# Ипсилон (слово)
Ипсилон (велико Υ, мало υ, грч. ύψιλον) 20. је слово модерног грчког алфабета. У грчком нумеричком систему има вредност 400. Настало је од феничанске графеме вав
У српском језику слово ипсилон се транскрибује као и (υπομένω [ипомено] - истрпети).
Као дифтонг изговара се на следећи начин:
- αυ - изговара се двојако, као аф (αυτοκίνητο [афтокинито] - аутомобил) и као ав (αυλή [авли] - двориште, авлија);
- ευ - изговара се двојако, као еф (ευχαριστώ [ефхаристо] - хвала) и као ев (Ευρώπη [европи] - Европи);
- ου - изговара се као у (κουτί [кути] - кутија).